# Калифорнийский университет в Санта-Барбаре
Калифорнийский университет в Санта-Барбаре (англ. University of California, Santa Barbara, UC Santa Barbara или UCSB) — общественный исследовательский университет в США, один из 10 кампусов Калифорнийского университета. Расположен в Санта-Барбаре, Калифорния на территории в 4,1 км² (1022 акров), в 160 км к северо-западу от Лос-Анджелеса. Основан в 1891 году как независимый колледж, а в 1944 году присоединился к Калифорнийскому университету.
Английское название университета часто сокращается до UCSB (рус. УКСБ — Университет Калифорнии в Санта-Барбаре).
По числу студентов — 21685, из которых аспирантов — более 3000, находится на 5-м месте среди остальных кампусов университета. В 2006—2007 учебном году университет выпустил 5 442 бакалавра, 576 магистров, и 310 докторов.
Профессорско-преподавательский состав университета включает пять лауреатов Нобелевской премии, 32 члена Национальной академии наук, 25 членов Национальной академии инженерного дела и 25 членов Американской академии искусств и наук. С 1995 года входит в Ассоциацию американских университетов.
Спортивная команда университета входит в Национальную ассоциацию студенческого спорта, на её счету победа в национальном чемпионате по футболу и водному поло среди мужчин.

## История
История Калифорнийского университета в Санта-Барбаре начинается с основания школы Анны Блейк в 1891 году, в которой обучали домоводству и промышленному искусству. В 1909 году школа была передана штату и стала именоваться как Нормальная школа штата. В 1921 году была введена программа подготовки специалистов в области свободных искусств, после чего школу переименовали в Колледж штата в Санта-Барбаре. После нескольких лет лоббирования, группа жителей города во главе с Томасом Сторком и Перлом Чейзом к 1944 году убедила законодательное собрание штата, губернатора Эрла Уоррена и регентов Калифорнийского университета присоединить колледж к более ориентированному на научную деятельность Калифорнийскому университету. Сам колледж попытался этому противостоять, подав в суд, однако губернатор иск не поддержал и инициатива жителей была принята. С 1944 по 1958 год учебное заведение было известно как Колледж Санта-Барбары Калифорнийского университета, а затем получило нынешнее название.
Кампус в Санта-Барбаре стал третьим по счёту кампусом Калифорнийского университета после Беркли и Лос-Анджелеса. Предполагалось, что здесь будут обучаться порядка 3-5 тысяч студентов, однако после Второй мировой войны стремительный рост населения заставил эти планы пересмотреть, это в итоге и привело к тому, что колледж стал отдельным университетом, входящим в общую систему. Тогда же прекратилась подготовка специалистов по промышленному дизайну, благодаря которому учебное заведение и было известно. Первым канцлером стал Сэмуэль Гоулд, назначенный в 1959 году.
Во времена существования сети ARPANET, созданной по заказу министерства обороны США и послужившей прототипом Интернета, в ней работал и сервер УКСБ. Кроме того университет выступил одним из её создателей.
В конце 1960-х — начале 1970-х годов УКСБ стал известен на национальном уровне как один из ярых противников войны во Вьетнаме. В 1969 году в клубе преподавателей был устроен взрыв, унёсший жизнь сторожа Давера Шарпа. Весной 1970 года произошли несколько случаев поджога, в том числе поджог отделения банка Bank of America в студенческом городке, во время которого полицией был застрелен студент Кевин Моран. Происходящее на кампусе университета вынудило тогдашнего губернатора Рональда Рейгана ввести комендантский час и призвать к охране порядка Национальную гвардию. Ношение гвардейцами на территории кампуса огнестрельного оружия стало в то время нормой.
В 1995 году Калифорнийский университет в Санта-Барбаре стал членом Ассоциации американских университетов, организации ведущих исследовательских университетов США (как общественных, так и частных) и университетов Канады.

### Президенты и канцлеры
- 1944—1946 Кларенс Фелпс;
- 1946—1955 Гарольд Уильямс;
- 1955—1955 Кларк Кюблер;
- 1956—1956 Джон Нобл;
- 1956—1959 Элмер Благородный;
- 1959—1962 Сэмюэль Гоулд;
- 1962—1977 Вернон Чидл;
- 1977—1986 Роберт Хаттенбэк;
- 1986—1987 Дэниел Олдрих;
- 1987—1994 Барбара Юхлинг;
- 1994—настоящее время Генри Янг.

## Состав
В состав кампуса входят три колледжа и две школы, предлагающие 87 специальностей бакалавра и 55 специальностей магистра:
- Колледж творческих исследований;
- Колледж инженерного дела;
- Колледж письменности и науки;
- Школа экологических наук и менеджмента имени Брена;
- Высшая школа образования имени Гевиртца.

## Рейтинги и репутация
В 2014 году Калифорнийский университет в Санта-Барбаре занял 29 позицию в Академическом рейтинге лучших университетов США, и 116 строчку в рейтинге лучших вузов США по версии Forbes.
В 2011 году УКСБ занял 42-ю позицию в рейтинге «Национальные университеты» издания U.S. News & World Report, 35-ю в общемировом рейтинге Times Higher Education World University Rankings, а также 33-ю позицию в Академическом рейтинге университетов мира.
Калифорнийский университет в Санта-Барбаре активно занимается исследованиями и привлечением инвестиций, так в 2007 финансовом году университету удалось привлечь 191,2 млн долл. на исследования, заняв 97-ю позицию по объёму инвестиций в США. При университете работают 12 национальных исследовательских институтов и центров, включая Институт теоретической физики Кавли.

## Выпускники и преподаватели
В Калифорнийском университете в Санта-Барбаре учились и работали многие известные учёные, писатели, лингвисты, актёры, спортсмены, среди них:
- Майкл Фридман — математик, лауреат Филдсовской премии за его работу над обобщённой гипотезой Пуанкаре.
- Дэвид Гросс — американский физик, лауреат Нобелевской премии по физике в 2004 г.
- Алан Хигер — американский физик и химик, лауреат Нобелевской премии по химии в 2000 г.
- Вальтер Кон — американский физик-теоретик, лауреат Нобелевской премией по химии в 1998 г.
- Герберт Крёмер — немецкий физик, лауреат Нобелевской премии по физике в 2000 г.
- Финн Кидланд — норвежский экономист, лауреат Нобелевской премии по экономике в 2004 г.
- Джозеф Акаба — учитель, гидрогеолог и астронавт НАСА.
- Лиза Смит — американская писательница, автор юношеской литературы.
- Роберт Баллард — бывший командир управления ВМС США и профессор океанологии при университете Род-Айленда.
- Бенджамин Брэтт — американский актёр.
- Лерой Чиао — американский астронавт-исследователь НАСА.
- Майкл Дуглас — американский киноактёр и продюсер.
- Кэрол Грейдер — американский учёный, молекулярный биолог, лауреат Нобелевской премии по физиологии и медицине в 2009 г.
- Джек Джонсон — гаваец, писатель и исполнитель собственных песен, музыкант, создатель фильмов и виндсёрфер.
- Дональд Бартон Джонсон — литературовед-русист, специалист по творчеству Владимира Набокова.
- Джейсон Лезак — американский пловец, четырёхкратный олимпийский чемпион и восьмикратный чемпион мира.
- Тони Локхед — новозеландский футболист, левый защитник клуба «Веллингтон Финикс» и сборной Новой Зеландии.
- Гвинет Пэлтроу — американская актриса и певица, обладательница награды «Оскар» Американской киноакадемии.
- Бенджамин Коэн — американский экономист, специалист в области международных денежных и финансовых отношений.
- Марианна Митун — одна из ведущих американских специалистов по индейским языкам и лингвистической типологии.
- Бернард Комри — британский лингвист.
- Уоллес Чейф — американский лингвист.
- Хью Кеннер — канадский и американский историк литературы, литературный критик, преподаватель.
- Лоренс Рабинер — инженер AT&T, учёный в области цифровой обработки сигналов и распознавания речи.
- Крис Понтиус — американский футболист, полузащитник, игрок сборной США.
- Тера Патрик — американская порноактриса.
- Бахар Сумех — американская киноактриса.
- Эрик Рот — американский киносценарист.
- Стив Аоки — американский диджей, композитор и музыкальный продюсер.
- Дженна Ли — американская журналистка и телеведущая.

- Майкл Фридман
- Кэрол Грейдер
- Дэвид Гросс
- Гвинет Пэлтроу
- Джейсон Лезак
- Майкл Дуглас